# Хевсуртсопели
Хевсуртсопели (груз. ხევსურთსოფელი) — село в Грузии, на территории Тианетского муниципалитета края (мхаре) Мцхета-Мтианети.

## География
Село находится в центральной части Грузии, к западу от Сионского водохранилища реки Иори, на расстоянии приблизительно 12 километров (по прямой) к юго-юго-западу от посёлка городского типа Тианети, административного центра муниципалитета. Абсолютная высота — 1084 метра над уровнем моря.

## Население
По результатам официальной переписи населения 2014 года в Хевсуртсопели проживало 215 человек (119 мужчин и 96 женщин). В национальной структуре населения грузины составляли 99,1 %.
| Год  | Население, человек |
| ---- | ------------------ |
| 2002 | 252                |
| 2014 | ↘ 215              |